# Llaüt Stössel
El llaüt Stössel (alemany: Stössel-Laute:) és un instrument de corda inventat per Georg Stössel el 1914 a Colònia. La digitació sobre les cordes no es fa posant la mà a l'entorn del coll o màstil com en altres instruments semblants sinó que es premen des de dalt sense haver de desplaçar la mà quan es canvien els acords.
Normalment aquest tipus de llaüts tenen el màstil molt curt podent-se considerar doncs un híbrid entre els instruments de màstil i les cítares.
Després de la seva creació, l'instrument va esdevenir molt popular a l'Alemanya d'entreguerres fins que el nazisme el va considerar una corrupció de la cultura tradicional germànica i el va arribar a prohibir. Això va comportar que es deixés d'utilitzar i no tornés a recuperar mai més la seva popularitat.